# Stanisław Musielak (samorządowiec)
Stanisław Musielak (ur. 16 listopada 1886 w Przybysławiu, zm. 14 grudnia 1939 w Winiarach) – polski literat, urzędnik samorządowy, burmistrz Ostrowa Wielkopolskiego w latach 1920-1929.

## Życiorys
Od 1915 roku był w Łukowie przedstawicielem niemieckich władz okupacyjnych, pracując jako sekretarz burmistrza. Konspirował równocześnie w Polskiej Organizacji Wojskowej. Bezpośrednio po odzyskaniu niepodległości, 12 listopada 1918, rada miejska jednogłośnie powołała go na burmistrza. 
W 1920 roku opuścił Łuków, by objąć stanowisko we władzach Ostrowa Wielkopolskiego. Władze Łukowa po jego wyjeździe nadały mu honorowe obywatelstwo miasta.  
Jako burmistrz w 1921 potępił antyniemieckie i antyżydowskie zamieszki, wydając odezwę do ostrowian: 

Wczoraj tłum niepoczytalny i nie zdający sobie sprawy ze swych zbrodniczych zamiarów i występków, dopuścił się karygodnych gwałtów, kradzieży, zniszczenia i obrabowania majątku oraz uszkodzeń cielesnych licznych współmieszkańców naszego miasta, zaliczających się do mniejszości narodowych, którym traktat wersalski gwarantuje równe prawa.

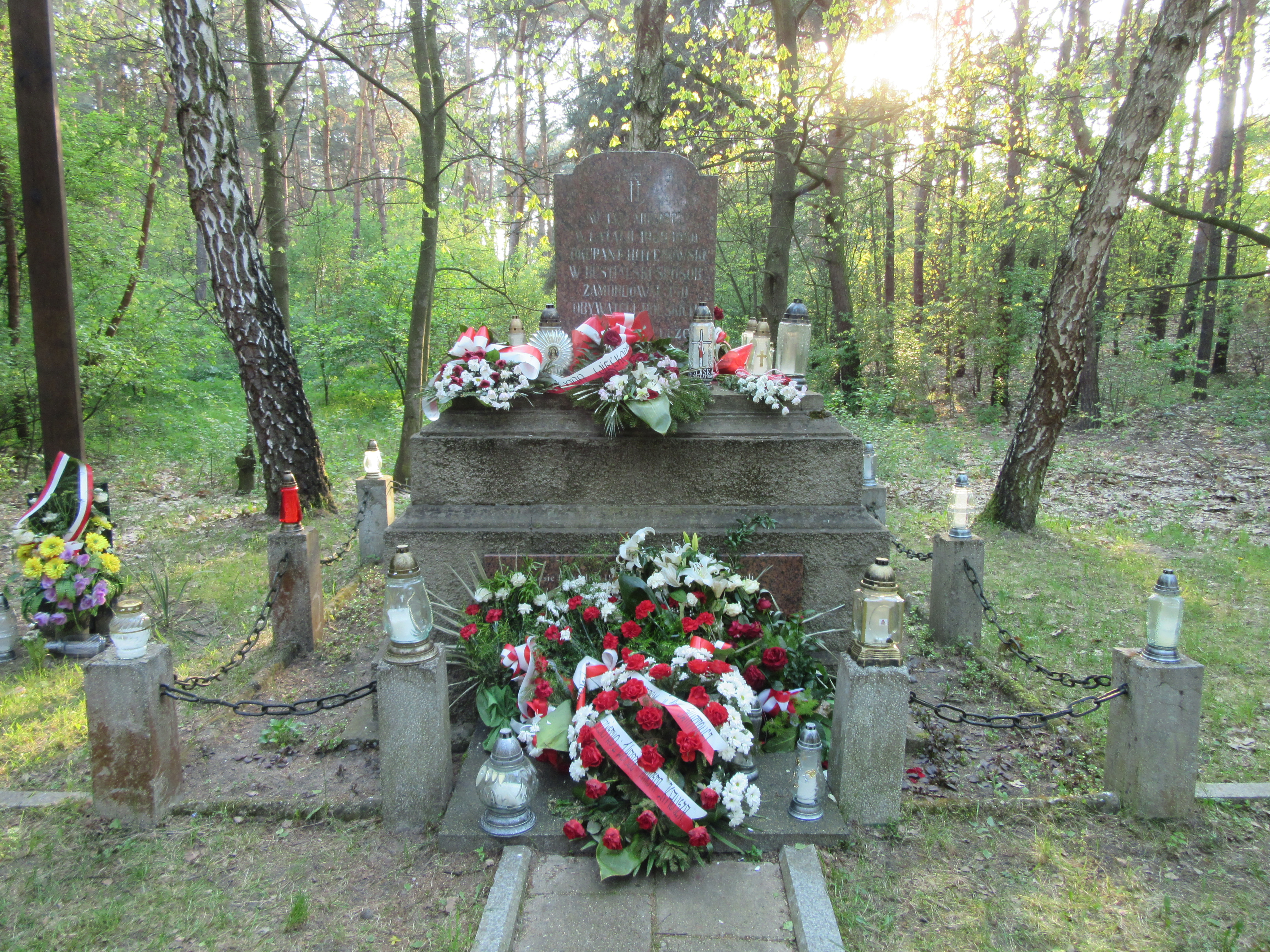
Obelisk w miejscu śmierci Stanisława Musielaka

W 1928 powitał w Ostrowie Wielkopolskim prezydenta Ignacego Mościckiego, który przyjechał, by nadać sztandar 60. Pułkowi Piechoty. W czasie jego urzędowania kilkukrotnie powiększyła się powierzchnia i liczba mieszkańców miasta. Wybudowano fabrykę Wagon, szkołę im. Ewarysta Estkowskiego, nową elektrownię. Ta ostatnia inwestycja wiązała się z zaciągnięciem kredytów, które poważnie zwiększyły zadłużenie miasta, nadszarpując zaufanie do burmistrza, co doprowadziło do jego odwołania.
Na początku II wojny światowej, po ewakuacji władz miasta, znalazł się w kierownictwie straży obywatelskiej, która miała czuwać nad porządkiem. Po wkroczeniu wojsk niemieckich został aresztowany 8 listopada 1939. Musielakowi zarzucono, że walczył w powstaniu wielkopolskim, pomimo tego, że nie brał w nim udziału. 
Zamordowany przez Niemców 14 grudnia 1939 roku w Lasku Winiarskim pod Kaliszem wraz z innymi przedstawicielami lokalnych elit. Po wojnie spoczął na cmentarzu przy ul. Limanowskiego w Ostrowie Wielkopolskim, w kwaterze powstańców wielkopolskich.
Stanisławowi Musielakowi przypisywane są teksty publikowane w ostrowskich gazetach pod pseudonimem STAMUS. W zorganizowanym w 1926 r. plebiscycie na "najdzielniejszego i najpopularniejszego" mieszkańca Ostrowa, zajął drugie miejsce. Mieszkał w Ostrowie przy ulicy Zdunowskiej (obecnie Partyzancka), a następnie przy Starym Targowisku (obecnie plac 23 stycznia). W 2020 roku ostrowscy radni podjęli decyzję o nadaniu jego imienia sali sesyjnej.
Jego wnukiem jest profesor prawa Marek Safjan.